# 心光院 (京都市)
心光院（しんこういん）は京都府京都市左京区岩倉下在地町にある、浄土宗の寺院。山号は紫雲山。知恩院末寺。

## 概要
正保2年(1645年)に、唯称房知空大徳上人が創建。かつて木野(現：岩倉木野町)の木野山にあった「塞耳庵」(そくにあん)が現在地に移ったものと伝えられる。最初の三代は男僧が住職であったが、宝永7年 (1710年)から尼僧が住職になり、明和8年(1771年)以降、尼寺となった。前庭は茶花が有名で、四季折々の花が一年を通じて咲き乱れる。

## 文化財

### 重要文化財
木造阿弥陀如来及び両脇侍像
中尊の阿弥陀如来坐像は高さ153cm。寄木造漆箔。平安時代後期の作。現在の左京区岩倉木野町の塞耳庵にあったという。両脇侍の観音菩薩跪坐（きざ）像、勢至菩薩跪坐像は木造漆箔玉眼で、高さ各107cm。康知作。三千院の阿弥陀三尊像の脇侍像と同様、大和座りの体勢である。中尊像より時代の下がる室町時代の作品。これらの像は一般には公開されていない。

## アクセス
叡山電鉄鞍馬線岩倉駅下車徒歩7分。
京都バス岩倉駅前下車徒歩2分。
観光寺院でないため、通常拝観は不可である。ただし平成21年（2009年）京都春季非公開文化財特別拝観において一般にも初公開された。